# Municipio de Pillsbury
El municipio de Pillsbury (en inglés: Pillsbury Township) es un municipio ubicado en el condado de Swift en el estado estadounidense de Minnesota. En el año 2010 tenía una población de 254 habitantes y una densidad poblacional de 2,82 personas por km².

## Geografía
El municipio de Pillsbury se encuentra ubicado en las coordenadas 45°11′40″N 95°17′55″O / 45.19444, -95.29861. Según la Oficina del Censo de los Estados Unidos, el municipio tiene una superficie total de 89.97 km², de la cual 89,89 km² corresponden a tierra firme y (0,08 %) 0,07 km² es agua.

## Demografía
Según el censo de 2010, había 254 personas residiendo en el municipio de Pillsbury. La densidad de población era de 2,82 hab./km². De los 254 habitantes, el municipio de Pillsbury estaba compuesto por el 96,06 % blancos, el 0,39 % eran afroamericanos, el 2,36 % eran de otras razas y el 1,18 % eran de una mezcla de razas. Del total de la población el 2,36 % eran hispanos o latinos de cualquier raza.